# Maike van der Duin
Maike van der Duin (Assen, 12 de septiembre de 2001) es una deportista neerlandesa que compite en ciclismo en las modalidades de pista y ruta.
Participó en los Juegos Olímpicos de París 2024, obteniendo una medalla de bronce en la prueba de madison (junto con Lisa van Belle).
Ganó cuatro medallas en el Campeonato Mundial de Ciclismo en Pista entre los años 2021 y 2023, y tres medallas en el Campeonato Europeo de Ciclismo en Pista, en los años 2023 y 2025.

## Medallero internacional
| Juegos Olímpicos   | Juegos Olímpicos         | Juegos Olímpicos  | Juegos Olímpicos |
| Año                | Lugar                    | Medalla           | Competición      |
| ------------------ | ------------------------ | ----------------- | ---------------- |
| 2024               | París (Francia)          | Medalla de bronce | Madison          |
| Campeonato Mundial |                          |                   |                  |
| Año                | Lugar                    | Medalla           | Competición      |
| 2021               | Roubaix (Francia)        | Medalla de plata  | Scratch          |
| 2022               | Saint-Quentin (Francia)  | Medalla de plata  | Scratch          |
| 2022               | Saint-Quentin (Francia)  | Medalla de plata  | Ómnium           |
| 2023               | Glasgow (Reino Unido)    | Medalla de plata  | Scratch          |
| Campeonato Europeo |                          |                   |                  |
| Año                | Lugar                    | Medalla           | Competición      |
| 2023               | Grenchen (Suiza)         | Medalla de bronce | Eliminación      |
| 2025               | Heusden-Zolder (Bélgica) | Medalla de oro    | Madison          |
| 2025               | Heusden-Zolder (Bélgica) | Medalla de bronce | Puntuación       |